# جیک اپستاین
جیک اپستاین (انگلیسی: Jake Epstein؛ زادهٔ ۱۹۸۶/۱۹۸۷ (۳۷–۳۸ سال)) یک هنرپیشه اهل کانادا است. وی از سال ۱۹۹۹ میلادی تاکنون مشغول فعالیت بوده‌است.
از مجموعه‌های تلویزیونی که وی در آن‌ها نقش داشته است می‌توان به دگراسی : نسل بعدی اشاره کرد.